# Magaljdol
Magaljdol (cyr. Магаљдол) – wieś w Bośni i Hercegowinie, w Republice Serbskiej, w gminie Mrkonjić Grad. W 2013 roku liczyła 93 mieszkańców.